# Шарлота од Мекленбург-Штрелица
Софија Шарлота од Мекленбург-Штрелица (Миров, 19. мај 1744 — Кју, 17. новембар 1818) била је супруга Џорџа III, краљица Велике Британије и Ирске (1761–1818) и краљица Хановера (1814–1818). Била је кћерка принца Карла Лудвига Фридриха од Мекленбург-Штрелица и принцезе Елизабете Албертине од Саксен-Хилдбургхаузена. Била је британска краљица са најдужим стажом, која је владала 57 година и 70 дана. 
Шарлот је била покровитељ уметности и ботаничарка, а одржавала је близак однос са француском краљицом Маријом Антоанетом.

## Детињство и живот
Софија Шарлот је рођена 19. маја 1744. године и била је најмлађа ћерка војводе Чарлса Луја Фридриха, принца од Мирова и његове супруге принцезе Елизабете Албертине од Сакса.
Мекленбург-Штрелиц је било мало севернонемачко војводство у тадашњем Светом римском царству. Није имала неко формалније образовање, већ је имала само осредње образовање из ботанике, историје и језика, већ је била фокусирана на управљање домаћинством и религијом. Тек након што је њен брат Адолф Фридрих наследио војводски престо 1752. године стекла је искуство у кнежевским дужностима и дворском животу.

### Брак
Када је Џорџ III наследио трон Велике Британије након смрти свог деде Џорџа II имао је 22 године и био је неожењен. Тад су његова мајка, принцеза Августа и његови саветници кренули да разматрају опције за његову жену. Седамнаестогодишња принцеза Шарлот им је привукла пажњу као потенцијална будућа супруга делом и због тога што је одрасла у малом, безначајном севернонемачкој војводству и вероватно не би имала ни искуства, а ни интересовања за политику и политичке игре.
Краљ је у јулу 1761. године, како је процедура налагала, саопштио свом Савету своју намеру да се венча принцезом, након чега је пратња, предвођена грофом Харкортом отпутовала у Немачку како би довели принцезу Шарлот у Енглеску. 15. августа, дан након доласка званичне посете у Штрелиц пратњу је примио Шарлотин брат, војвода Адолф, а брачни уговор су потписали он са једне стране и гроф Харкорт са друге. Након тога су уследила три дана јавних прослава, да би после церемонија Шарлот са пратњом кренула у Британију. 8. септембра је пратња стигла у палату Св. Џејмс у Лондону где су пратњу сачекали краљ и његова породица, што је био први сусрет младе и младожење. Тад јој је Џорџ поклонио дијамантски прстен са исписаним датумом.
Исте вечери се Шарлота удала за краља Џорџа III. Церемонију венчања у Краљевској капели палате Св. Џејмс је обавио надбискуп кентерберијски Томас Секер. Крунисање краљевског пара је одржано у Вестминстерској опатији две недеље касније, 22. септембра.
На дан венчања Шарлот није говорила енглески који је касније научила и говорила га са јаким немачким акцентом.
Мање од годину дана након венчања краљица је 12. августа 1762. године родила своје прво дете, Џорџа IV, принца од Велса, а краљевски пар је имао укупно 15 детета, девет синова и шест ћерки.
Палата Св. Џејмс је функционисала као званична резиденција краљевског пара, иако је краљ убрзо после венчања купио оближње имање, Бакингамску палату, где су се и преселили годину дана касније.
Краљ је уживао у јахању, лову и осталим активностима на имању где је знатно више боравио него у званичној резиденцији, јер је фаворизовао неформални и опуштени кућни живот без строгог протокола карактеристичног за енглеску аристократију у то време.
Шарлот је преко краља имала извесног утицаја на нека политичка питања, иако није била превише заинтересована за то. Заинтересовала се једино за рат за баварско наслеђе 1778. године и вероватно је захваљујући њеним напорима краљ подржао британску интервенцију у сукобу између Јозефа II и Карла Теодора.
Када је краљ 1765. године имао први напад који је био последица касније менталне болести, Шарлотина свекрва и лорд Бјут нису упознали Шарлот са тиме, па она није ни била свесна те ситуације. Краљева каснија физичка и психичка болест, за коју се данас верује да је била порфирија је 1788. године уплашила краљицу. Тад је инсистирала да јој се додели сопствена спаваћа соба. Она је касније хтела да остане уз њега, али су она и њене ћерке одведене у палату Кју. Редовну су га посећивале, али су посете умеле и да буду непријатне, јер је краљ имао тенденцију да их загрли и одбија да их пусти.
Током 1788. године је дошло до сукоба између краљице и њеног сина, принца од Велса јер је Шарлот сумњала да је њен син планирао да издејствује да се краљ прогласи лудим уз помоћ доктора Ворена и да он преузме регенство. Са друге стране људи наклоњени принцу су сумњичили краљицу Шарлоту да планира да уз помоћ доктора Ворена планира да краља прогласи здравим како би могао да њу постави као регента ако се поново разболи, а затим да га прогласе лудим како би она преузела регенство.
1789. године, принц од Велса је званично проглашен регентом ако краљ остане трајно болестан, али је такође сам краљ, његов двор, као и осталу малолетну децу држава ставила под старатељство краљице. Односи између Шарлот и њеног сина принца од Велса су имали за последицу озбиљну неслогу међу њима, а прави скандал је изазвала ситуација када је она одбила да га позове на концерт организован поводом прославе опоравка краља. Односе су, на њену иницијативу изгладили у марту 1791. године.
Како је краљ постепено постајао трајно ментално болестан, краљичина личност се променила, развила је ужасну нарав, потонула у депресију и више није уживала да се појављује у јавности, чак ни на музичким концертима које је толико волела, а њени односи са одраслом децом постали су затегнути.
од 1804. године како је краљ све више и више оболевао краљица је спавала у засебној соби и засебно имала оброке и избегавала је да га виђа самог. 
Разоноду је налазила у ботаници, коју је изучавала у младости и сређивању Кју гардена у склопу резиденције, а колекцију баште је обогаћивала захваљујући истраживачима као што су Џејмс Кук и Џозеф Бенкс, који су кући непрестано доносили нове сорте и врсте биљака.
Краљица Шарлот је заслужна и за увођење божићне јелке у Британију и њене колоније. У почетку је Шарлот украсила једну грану, уобичајену божићну традицију у њеном родном Штрелицу, како би прославила Божић са члановима краљевске породице. 1800. године је Шарлота поставила прву познату божићну јелку у Виндзорској резиденцији и приредила велику божићну забаву за децу свих породица у Винздору, а дрво је украсила шљокицама, стаклом, слаткишима, воћем и играчкама, а свако дете је добило део слаткиша са дрвета и играчку. Тако је пракса кићења дрвета постала популарна међу људима британског племства, што се касније проширило и на колоније.
1809. године краљица је основала и прва сиротишта у Енглеској и постала покровитељ Опште болнице, болнице за будуће мајке која данас носи назив болница краљице Шарлот и Челсија. Такође се доста залагала за образовање жена, што у то време није било уобичајено.
Након почетка краљевог трајног лудила 1811. године он је стављен под старатељство своје жене у складу са прописима и остала је његова подршка иако га није стално посећивала. Њен син, принц од Велса није имао краљевску власт, а Шарлот је наставила да обавља улогу прве даме. 

## Смрт
Краљица је умрла 17. новембра 1818. године, у породичном одморишту, палати Кју у присуству свог најстаријег сина који ју је држао за руку док је седела у фотељи. Сахрањена је у капели Св. Ђорђа у замку Винздор.
Дан пре смрти краљица је издиктирала свој тестамент секретару свог мужа, сер Херберту Тејлору, постављајући њега и лорда Ардена за извршиоце. У тренутку њене смрти њена лична имовина, коју су већином чинили њени драгуљи је процењена на 140.000 фунти, што је у 2019. години био еквивалент износу од 10 милиона фунти.
Краљица је тестаментом завештала драгуље свом мужу, осим у случају да се он не опорави, онда би припали кући Хановер. Остали драгуљи и остала непокретна имовина би требало да буду равномерно распоређени ћеркама.
Њен муж Џорџ III је умро 14 месеци касније, а услед своје лудости није икада сазнао за смрт своје жене.

## Породично стабло
|  |                                                                         |  |  |  |  |  |  |  |  |  |  |  |  |  |  |  |
|  | 16. Johann VII, Duke of Mecklenburg-Schwerin                            |  |  |  |  |  |  |  |  |  |  |  |  |  |  |  |
|  |                                                                         |  |  |  |  |  |  |  |  |  |  |  |  |  |  |  |
|  |                                                                         |  |  |  |  |  |  |  |  |  |  |  |  |  |  |  |
|  | 8. Adolf Frederick I, Duke of Mecklenburg-Schwerin                      |  |  |  |  |  |  |  |  |  |  |  |  |  |  |  |
|  |                                                                         |  |  |  |  |  |  |  |  |  |  |  |  |  |  |  |
|  |                                                                         |  |  |  |  |  |  |  |  |  |  |  |  |  |  |  |
|  | 17. Princess Sophie of Holstein-Gottorp                                 |  |  |  |  |  |  |  |  |  |  |  |  |  |  |  |
|  |                                                                         |  |  |  |  |  |  |  |  |  |  |  |  |  |  |  |
|  |                                                                         |  |  |  |  |  |  |  |  |  |  |  |  |  |  |  |
|  | 4. Adolphus Frederick II, Duke of Mecklenburg-Strelitz                  |  |  |  |  |  |  |  |  |  |  |  |  |  |  |  |
|  |                                                                         |  |  |  |  |  |  |  |  |  |  |  |  |  |  |  |
|  |                                                                         |  |  |  |  |  |  |  |  |  |  |  |  |  |  |  |
|  | 18. Julius Ernest, Duke of Brunswick-Dannenberg                         |  |  |  |  |  |  |  |  |  |  |  |  |  |  |  |
|  |                                                                         |  |  |  |  |  |  |  |  |  |  |  |  |  |  |  |
|  |                                                                         |  |  |  |  |  |  |  |  |  |  |  |  |  |  |  |
|  | 9. Maria Katharina of Brunswick-Dannenberg                              |  |  |  |  |  |  |  |  |  |  |  |  |  |  |  |
|  |                                                                         |  |  |  |  |  |  |  |  |  |  |  |  |  |  |  |
|  |                                                                         |  |  |  |  |  |  |  |  |  |  |  |  |  |  |  |
|  | 19. Countess Marie of East Frisia                                       |  |  |  |  |  |  |  |  |  |  |  |  |  |  |  |
|  |                                                                         |  |  |  |  |  |  |  |  |  |  |  |  |  |  |  |
|  |                                                                         |  |  |  |  |  |  |  |  |  |  |  |  |  |  |  |
|  | 2. Карл Лудвиг Фридрих од Мекленбурга                                   |  |  |  |  |  |  |  |  |  |  |  |  |  |  |  |
|  |                                                                         |  |  |  |  |  |  |  |  |  |  |  |  |  |  |  |
|  |                                                                         |  |  |  |  |  |  |  |  |  |  |  |  |  |  |  |
|  | 20. Anton Günther I, Count of Schwarzburg-Sondershausen                 |  |  |  |  |  |  |  |  |  |  |  |  |  |  |  |
|  |                                                                         |  |  |  |  |  |  |  |  |  |  |  |  |  |  |  |
|  |                                                                         |  |  |  |  |  |  |  |  |  |  |  |  |  |  |  |
|  | 10. Christian William I, Prince of Schwarzburg-Sondershausen            |  |  |  |  |  |  |  |  |  |  |  |  |  |  |  |
|  |                                                                         |  |  |  |  |  |  |  |  |  |  |  |  |  |  |  |
|  |                                                                         |  |  |  |  |  |  |  |  |  |  |  |  |  |  |  |
|  | 21. Countess Palatine Marie Magdalene of Birkenfeld                     |  |  |  |  |  |  |  |  |  |  |  |  |  |  |  |
|  |                                                                         |  |  |  |  |  |  |  |  |  |  |  |  |  |  |  |
|  |                                                                         |  |  |  |  |  |  |  |  |  |  |  |  |  |  |  |
|  | 5. Princess Christiane of Schwarzburg-Sondershausen                     |  |  |  |  |  |  |  |  |  |  |  |  |  |  |  |
|  |                                                                         |  |  |  |  |  |  |  |  |  |  |  |  |  |  |  |
|  |                                                                         |  |  |  |  |  |  |  |  |  |  |  |  |  |  |  |
|  | 22. Count Albert Frederick of Barby-Muhlingen                           |  |  |  |  |  |  |  |  |  |  |  |  |  |  |  |
|  |                                                                         |  |  |  |  |  |  |  |  |  |  |  |  |  |  |  |
|  |                                                                         |  |  |  |  |  |  |  |  |  |  |  |  |  |  |  |
|  | 11. Countess Antoine Sybille of Barby-Muhlingen                         |  |  |  |  |  |  |  |  |  |  |  |  |  |  |  |
|  |                                                                         |  |  |  |  |  |  |  |  |  |  |  |  |  |  |  |
|  |                                                                         |  |  |  |  |  |  |  |  |  |  |  |  |  |  |  |
|  | 23. Countess Sophie Ursula of Oldenburg                                 |  |  |  |  |  |  |  |  |  |  |  |  |  |  |  |
|  |                                                                         |  |  |  |  |  |  |  |  |  |  |  |  |  |  |  |
|  |                                                                         |  |  |  |  |  |  |  |  |  |  |  |  |  |  |  |
|  | 1. Шарлота од Мекленбург-Штрелица                                       |  |  |  |  |  |  |  |  |  |  |  |  |  |  |  |
|  |                                                                         |  |  |  |  |  |  |  |  |  |  |  |  |  |  |  |
|  |                                                                         |  |  |  |  |  |  |  |  |  |  |  |  |  |  |  |
|  | 24. Ernest I, Duke of Saxe-Gotha and Altenburg                          |  |  |  |  |  |  |  |  |  |  |  |  |  |  |  |
|  |                                                                         |  |  |  |  |  |  |  |  |  |  |  |  |  |  |  |
|  |                                                                         |  |  |  |  |  |  |  |  |  |  |  |  |  |  |  |
|  | 12. Ernest, Duke of Saxe-Hildburghausen                                 |  |  |  |  |  |  |  |  |  |  |  |  |  |  |  |
|  |                                                                         |  |  |  |  |  |  |  |  |  |  |  |  |  |  |  |
|  |                                                                         |  |  |  |  |  |  |  |  |  |  |  |  |  |  |  |
|  | 25. Elisabeth Sophie of Saxe-Altenburg                                  |  |  |  |  |  |  |  |  |  |  |  |  |  |  |  |
|  |                                                                         |  |  |  |  |  |  |  |  |  |  |  |  |  |  |  |
|  |                                                                         |  |  |  |  |  |  |  |  |  |  |  |  |  |  |  |
|  | 6. Ernest Frederick I, Duke of Saxe-Hildburghausen                      |  |  |  |  |  |  |  |  |  |  |  |  |  |  |  |
|  |                                                                         |  |  |  |  |  |  |  |  |  |  |  |  |  |  |  |
|  |                                                                         |  |  |  |  |  |  |  |  |  |  |  |  |  |  |  |
|  | 26. Georg Friedrich of Waldeck                                          |  |  |  |  |  |  |  |  |  |  |  |  |  |  |  |
|  |                                                                         |  |  |  |  |  |  |  |  |  |  |  |  |  |  |  |
|  |                                                                         |  |  |  |  |  |  |  |  |  |  |  |  |  |  |  |
|  | 13. Countess Sophie of Waldeck                                          |  |  |  |  |  |  |  |  |  |  |  |  |  |  |  |
|  |                                                                         |  |  |  |  |  |  |  |  |  |  |  |  |  |  |  |
|  |                                                                         |  |  |  |  |  |  |  |  |  |  |  |  |  |  |  |
|  | 27. Countess Elisabeth Charlotte of Nassau-Siegen                       |  |  |  |  |  |  |  |  |  |  |  |  |  |  |  |
|  |                                                                         |  |  |  |  |  |  |  |  |  |  |  |  |  |  |  |
|  |                                                                         |  |  |  |  |  |  |  |  |  |  |  |  |  |  |  |
|  | 3. Елизабета Албертина од Сакс-Хилдбургхаузена                          |  |  |  |  |  |  |  |  |  |  |  |  |  |  |  |
|  |                                                                         |  |  |  |  |  |  |  |  |  |  |  |  |  |  |  |
|  |                                                                         |  |  |  |  |  |  |  |  |  |  |  |  |  |  |  |
|  | 28. George Albert I, Count of Erbach                                    |  |  |  |  |  |  |  |  |  |  |  |  |  |  |  |
|  |                                                                         |  |  |  |  |  |  |  |  |  |  |  |  |  |  |  |
|  |                                                                         |  |  |  |  |  |  |  |  |  |  |  |  |  |  |  |
|  | 14. George Louis I, Count of Erbach-Erbach                              |  |  |  |  |  |  |  |  |  |  |  |  |  |  |  |
|  |                                                                         |  |  |  |  |  |  |  |  |  |  |  |  |  |  |  |
|  |                                                                         |  |  |  |  |  |  |  |  |  |  |  |  |  |  |  |
|  | 29. Countess Elisabeth Dorothea of Hohenlohe-Waldenburg-Schillingsfürst |  |  |  |  |  |  |  |  |  |  |  |  |  |  |  |
|  |                                                                         |  |  |  |  |  |  |  |  |  |  |  |  |  |  |  |
|  |                                                                         |  |  |  |  |  |  |  |  |  |  |  |  |  |  |  |
|  | 7. Countess Sophia Albertine of Erbach-Erbach                           |  |  |  |  |  |  |  |  |  |  |  |  |  |  |  |
|  |                                                                         |  |  |  |  |  |  |  |  |  |  |  |  |  |  |  |
|  |                                                                         |  |  |  |  |  |  |  |  |  |  |  |  |  |  |  |
|  | 30. Philip Dietrich, Count of Waldeck-Eisenberg                         |  |  |  |  |  |  |  |  |  |  |  |  |  |  |  |
|  |                                                                         |  |  |  |  |  |  |  |  |  |  |  |  |  |  |  |
|  |                                                                         |  |  |  |  |  |  |  |  |  |  |  |  |  |  |  |
|  | 15. Countess Amelie Katherine of Waldeck-Eisenberg                      |  |  |  |  |  |  |  |  |  |  |  |  |  |  |  |
|  |                                                                         |  |  |  |  |  |  |  |  |  |  |  |  |  |  |  |
|  |                                                                         |  |  |  |  |  |  |  |  |  |  |  |  |  |  |  |
|  | 31. Countess Maria Magdalena of Nassau-Siegen                           |  |  |  |  |  |  |  |  |  |  |  |  |  |  |  |
|  |                                                                         |  |  |  |  |  |  |  |  |  |  |  |  |  |  |  |
|  |                                                                         |  |  |  |  |  |  |  |  |  |  |  |  |  |  |  |